# Винимок
Винимок (укр. Винімок) — село в Камень-Каширской городской общине Камень-Каширского района Волынской области Украины.
Население по переписи 2001 года составляет 128 человек. Почтовый индекс — 44531. Телефонный код — 3357. Занимает площадь 0,713 км².